# Gemeentehuis van Watermaal-Bosvoorde

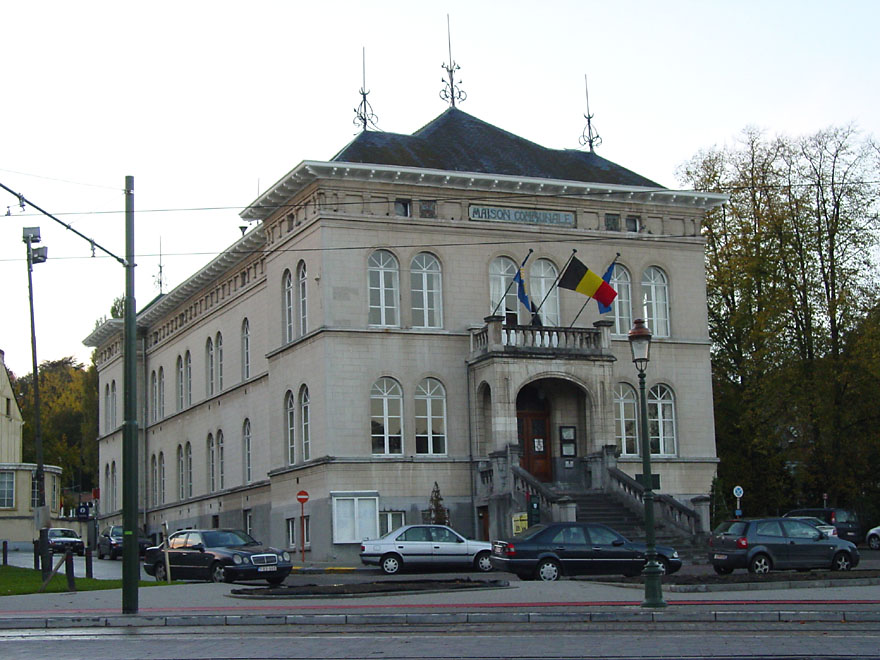
Gemeentehuis van Watermaal-Bosvoorde

Het gemeentehuis van Watermaal-Bosvoorde (Frans: Maison communale de Watermael-Boitsfort) is een gebouw in de Belgische gemeente Watermaal-Bosvoorde in het Brussels Hoofdstedelijk Gewest. Het gebouw staat aan het Antoine Gilsonplein 1 en het plein ligt rond het gebouw. Tegenover het gebouw staat het Hoge Huis. Ten noordoosten van het gemeentehuis ligt het Andrée Payfa-Fosseprezplein, ten noosten het Léopold Wienerplein en ten zuiden van het gemeentehuis en plein ligt de Delleurlaan en het Jagersveldpark.

## Geschiedenis
In de 13e eeuw lag er hier het jachtslot van de Hertogen van Brabant. Dit gebouw meermaals afgebroken en nieuw opgebouwd, tot het in de 18e eeuw niet meer werd opgebouwd.
In 1845 liet de familie Verhaegen-Le Hardy de Beaulieu op het terrein van het verdwenen jachtslot een neoclassicistische villa bouwen
In 1867 kwam de villa in handen van de gemeente en deze vestigde hier de gemeentelijke administratie.
In 1905 werd het gebouwd uitgebreid naar het ontwerp van architect Ernest Blerot.